# Belagerung von Barcelona (1705)
Carpi – Chiari – Cremona – Kaiserswerth – Lüttich – Landau (I) – Luzzara   – Santa Marta – Cádiz – Venlo – Friedlingen – Vigo – Schmidmühlen – Bonn – Krottensee – Ekeren – Höchstädt – Landau (II) – Speyerbach – Schellenberg – Gibraltar – Höchstädt – Vélez-Málaga – Landau (III) – Marbella – Cassano – Barcelona – Sendlinger Mordweihnacht – Aidenbach – Calcinato – Ramillies – Turin – Castiglione – Santa Cruz de Tenerife – Almansa – Kap Béveziers – Toulon – Lizard Point – Lille – Oudenaarde – Gent – Malplaquet – Mons – Almenar – Saragossa – Syrakus – Villaviciosa – Rio de Janeiro – Denain – Landau (IV) – Barcelona – Freiburg
Zur Belagerung von Barcelona kam es während des spanischen Erbfolgekrieges im Wesentlichen vom 13. September 1705 bis zum 4. Oktober 1705. Sie endete mit der Einnahme der Stadt. Durch sie gewann der Habsburger Thronprätendent Erzherzog Karl eine Machtbasis in Spanien.

## Vorgeschichte
Die Alliierten hatten unter Führung von Georg von Hessen-Darmstadt Gibraltar 1704 besetzt und gegen Angriffe gehalten. Notwendig schien es auch an der Ostküste Spaniens einen Stützpunkt zu erobern, um von dort Richtung Madrid vorstoßen zu können. Dabei hofften die Alliierten auf die Unterstützung der Bevölkerung Kataloniens und anderer östlicher Provinzen.
Am 5. August verließ eine alliierte englisch-niederländische Flotte, darunter allein 48 Linienschiffe, von Portugal kommend Gibraltar. An Bord eines der Schiffe war auch der Habsburger Thronprätendent Erzherzog Karl, der sich als spanischer König Karl III. nannte. Die Flotte ging am 11. August in der Bucht von Altea vor Anker. Dem Plan, von dort aus direkt nach Madrid vorzustoßen, widersetzte sich Karl. Die bereits angelandeten Truppen wurden wieder eingeschifft und die Flotte segelte Richtung Barcelona weiter. Am 16. August kam sie vor Barcelona an.
Geschützt wurde die Stadt vor allem von der Bergfestung Montjuïc. Umgeben war die Stadt auch von ausgedehnten Befestigungswerken. In den Hafen konnten nur kleine Schiffe einlaufen, so dass die Stadt auch von der Seeseite her geschützt war. Eine regelrechte Einschließung und Belagerung hätte 30.000 Mann erfordert. Bereits ein Jahr zuvor war eine Belagerung gescheitert.
Die alliierten Truppen wurden von Georg von Hessen-Darmstadt und Charles Mordaunt, 3. Earl of Peterborough geleitet. Sie umfassten 8000 Mann Infanterie und 200 Dragoner sowie weitere Marinesoldaten. Verstärkt wurden sie durch sogenannte Miquelets, eine mehrere Tausend Mann starke proösterreichische Guerillatruppe aus Katalonien. Die Besatzung der Stadt wurde von Francisco Antonio Fernández de Velasco y Tovar kommandiert. Er verfügte über 5000 erprobte Soldaten. Außerdem hatten die Belagerten ausreichend Vorräte.

## Verlauf
Es gelang ohne Probleme, die Truppen anzulanden und eine geschützte Stellung einzunehmen. Trotzdem hatte die englische Armee Vorbehalte gegen eine Belagerung, während die Admirale sich hinter Karl stellten. Ein erster alliierter Kriegsrat am 16. August unter Anwesenheit von Erzherzog Karl war geprägt von den Spannungen zwischen den Vertretern der verschiedenen Länder. Auch zwischen den Offizieren der Royal Navy und der englischen Armee gab es Unstimmigkeiten. Erst am 24. August erklärten sich die englischen Armeeoffiziere mit dem Versuch einer Belagerung einverstanden. Am 28. August sprach sich ein Kriegsrat erneut gegen das Vorhaben aus. Unter inneren Spannungen vergingen auch die folgenden Tage.
Der Angriff begann am 14. September im Süden auf die Festung Montjuïc. Dabei starben nur fünf Soldaten, unter ihnen auch Georg von Hessen-Darmstadt, 16 wurden verletzt. Jedoch gerieten etwa 200 Mann in Gefangenschaft. Ein Außenwerk und eine Demilunette wurden besetzt. Mit herbeigeschafften Mörsern gelang ein Glückstreffer, das Pulvermagazin der Festung explodierte, der Kommandant, viele Offiziere und 50 Soldaten starben. Am 17. September übergab die Besatzung die Festung an die Alliierten und verschafften ihnen dadurch eine starke Stellung. Am 20. September begann die eigentliche Belagerung der Stadt mit der Eröffnung der Laufgräben, die teilweise bis auf 300 Schritt an den Stadtgraben heranreichten. In der Nähe der Festung wurden vier Artilleriebatterien auf den Berg Montjuïc in Stellung gebracht. Die Belagerer hatten zwei Lager. Am 25. September war die Einschließung der Stadt vollendet. Ab dem 27. September beschossen 30 schwere Belagerungsgeschütze die Bastion St. Antonius. Innerhalb weniger Tage schufen sie eine Bresche.
Am 5. Oktober bot die Besatzung ihre Kapitulation an. In die Verhandlungen griff Erzherzog Karl ein, der die Übergabe nicht Petersborough allein überlassen wollte und hoffte, einen Teil der Garnison in seine Dienste nehmen zu können. Die Übergabe verzögerte sich und sollte am 15. Oktober vollzogen werden. Dazu kam es aber nicht. Einen Tag vorher hatten flüchtige Gefangene, die irregulären Kämpfer auf Seiten der Alliierten und Bauern, die durch die Bresche in die Stadt eingedrungen waren, die bourbonischen Soldaten angegriffen. Peterborough entsandte Truppen in die Stadt, um die französischen Soldaten zu schützen und die Ordnung wiederherzustellen. Als dies geschehen war, verließen die Alliierten Barcelona wieder und warteten den Abzug der Gegner ab, ehe sie die Stadt in Besitz nahmen.

## Folgen
Bereits am 15. Oktober zog Erzherzog Karl in die Stadt ein. Schon während der Belagerung hatten sich fast alle Teile Kataloniens hinter ihn gestellt und Karl begann von hier aus seinen Machtbereich zu regieren. Barcelona wurde zu seiner Hauptstadt, während der Prätendent der Bourbonen, Philipp V., in Madrid residierte. Von Barcelona aus gelang es den Alliierten, ihren Machtbereich auszudehnen. Allerdings war Barcelona für Karl zunächst keineswegs sicher, kam es doch bereits im Frühjahr 1706 zu einer Belagerung durch die gegnerischen Verbündeten.